# マリオパーティ 4コマまんが王国
『マリオパーティ 4コマまんが王国』（マリオパーティ 4コマまんがおうこく）は、双葉社で発売された4コマまんが王国の一つで、マリオパーティシリーズを題材とした4コマ漫画作品集。

## 概要
1998年に『マリオパーティ 4コマまんが王国』、2000年に『マリオパーティ2 4コマまんが王国』、2001年に『マリオパーティ3 4コマまんが王国』が発刊された。
本作品の特徴は、中村里美のピーチ姫を主役としたお馴染み「ピーチ姫シリーズ」や、神楽つなのデフォルメ化したマリオ、柳田直和のサイレント漫画など。

## シリーズ
- マリオパーティ 4コマまんが王国
- マリオパーティ2 4コマまんが王国
- マリオパーティ3 4コマまんが王国（マリオパーティシリーズ最終巻）

## 収録作品（掲載順）

### マリオパーティ
- スター★トリック（中村里美）
- ヒゲ遊戯（神楽つな）
- まじかるおっさんパワ～（高沢浩里）
- ギブミーお宝 ガッポリアイランド（渡辺きりか）
- ぼよん ぼよん ぼよん（藤井晶浩）
- くるくるりん!（牧原ひさと）
- ホシはだれだ（大賀（現･大賀一五））
- MARIO PARTY U･S･A（森山一保）
- 裏･マリオパーティー（田島朋）
- マリオの世界（いまだひろし・ヤノハザマ）
- パーティー最前線（ほしのえみこ）
- サイレントパーティー（柳田直和）
- お星様になりたい!?（まつやま登）
- めざせ!!スーパースター（ひびきひこ）
- つかめ!勝利の星!!（森まりも）

### マリオパーティ2
- スター★トリック2（中村里美）
- ちゅうちゅうたこかいな（森まりも）
- ピーチ侍（神楽つな）
- HAPPY LINE（田島朋）
- なりゆきまかせ（東静馬）
- キノコ星（藤井晶浩）
- 荒野の七人（牧原ひさと）
- オヤジのヒゲ（森山一保）
- お星様になろう!?（まつやま登）
- 宴アゲイン（渡辺きりか）
- きらきら（高沢浩里）
- スーパースター最前線（ほしのえみこ）
- サイレントパーティ2（柳田直和）
- マイペースでGO!GO!（新庄聡美）
- ルイ様向上委員会（大賀）

### マリオパーティ3
- スター★トリック3（中村里美）[1]
- ピチデジ（神楽つな）
- サイコロまかせ 風まかせ（川本祐太郎）
- 星 ホシー（高沢浩里）
- 勝負!（牧原ひさと）
- ダイスコロコロ（まつやま登）
- 星、一徹!（藤井晶浩）[2]
- 修羅場パーティー（ほしのえみこ）
- 星祭り（田島朋）
- イイジ ルイージ ワルイージ（大賀一五）
- ぼくらの宴（渡辺きりか）
- ごきげん マリオ君（おだぎみお）
- なかよくけんかしな（野々原ちき）
- 南の海のドッシー（森山一保）
- ぶつけろ! ミレニアムスター（かみかわりょう）
- がんばるココロ（桜川キヨイ）